# النظام الإلكتروني لتصاريح السفر (الولايات المتحدة الأمريكية)
النظام الإلكتروني لتصاريح السفر (ESTA) هو نظام آلي يحدد أهلية الزوار للسفر إلى الولايات المتحدة بموجب برنامج الإعفاء من التأشيرة (VWP). فُوِّض ESTA بموجب التوصيات التنفيذية لقانون لجنة الحادي عشر من سبتمبر لعام 2007 للمسافرين من دول برنامج الإعفاء من التأشيرة الذين يصلون إلى الولايات المتحدة عن طريق الجو أو البحر. يسمح ESTA بالسفر إلى مطار أو ميناء يخوِّل الدخول إلى الولايات المتحدة فقط، ولكن تُحَدَّد مقبولية الدخول إلى الولايات المتحدة من قبل مسؤول الجمارك وحماية الحدود الأمريكية (CBP) عند الوصول. يجمع نموذج التقدم بطلب للحصول على ESTA معلومات السيرة الذاتية والإجابات على أسئلة الأهلية لبرنامج الإعفاء من التأشيرة.
يمكن تقديم طلبات ESTA في أي وقت ولكن يُشَجَّع المسافرون على التقديم قبل 72 ساعة على الأقل من السفر. تبلغ رسوم النظام 4 دولارات أمريكية وفي حال الموافقة عليها تُفرَض رسوم إضافية قدرها 17 دولارًا، بإجمالي 21 دولارًا. بعد الموافقة يظل التفويض ساريًا لمدة عامين أو حتى انتهاء صلاحية جواز السفر، إذا كان ذلك سابقًا، لرحلات متعددة خلال تلك الفترة. يحتاج كل مسافر بموجب برنامج الإعفاء من التأشيرة بغض النظر عن سنه إلى تصريح منفصل لنظام ESTA.
يجب حيازة تصريح ESTA بموجب برنامج الإعفاء من التأشيرة للسفر إلى أراضي الولايات المتحدة في بورتوريكو وجزر فيرجن الأمريكية وغوام وجزر ماريانا الشمالية، ولكن بعض هذه الأراضي لديها إعفاءات منفصلة لبعض الجنسيات التي لا تتطلب ESTA. يتطلب السفر إلى ساموا الأمريكية تصريحًا إلكترونيًا مختلفًا.
لا يلزم استخدام تصريح ESTA عند الوصول برًا من كندا أو المكسيك، ولكن يجب إكمال نموذج I-94W. تخطط حكومة الولايات المتحدة لطلب ESTA أيضًا للدخول عن طريق البر اعتبارًا من 1 أكتوبر 2022.

## تاريخ
كان المسافرون قادرين على التقدم بطلب للحصول على ESTA في أغسطس 2008، وأصبح التفويض إلزاميًا للسفر جواً أو بحراً اعتبارًا من 12 يناير 2009. منذ 20 يناير 2010، قد تُفرَض غرامات على شركات الطيران إذا لم تطلب تصريح ESTA من الركاب المسافرين بموجب برنامج الإعفاء من التأشيرة.
في البداية، كان ESTA متاحًا مجانًا من موقع الجمارك وحماية الحدود الأمريكية (CBP). في 8 سبتمبر 2010 بعد قانون الترويج للسفر بدأ مكتب الجمارك وحماية الحدود في فرض رسوم قدرها 4 دولارات لتغطية التكاليف الإدارية، وإذا وافقوا على الطلب، تُفرض رسوم إضافية قدرها 10 دولارات لتمويل مؤسسة الترويج للسفر (المعروفة أيضًا باسم Brand USA )، بإجمالي 14 دولارًا لكل نظام ESTA معتمد. في 26 مايو 2022، زادت الرسوم الثانوية إلى 17 دولارًا، ليصبح المجموع 21 دولارًا لكل تصريح ESTA معتمد. انتقد الاتحاد الأوروبي الرسوم عندما قُدِّمَت، لكنه خطط لاحقًا لطلب تصريح سفر إلكتروني باسم ETIAS مقابل رسوم قدرها 7 يورو.

## الأهلية
اعتبارًا من مايو 2022، يمكن لمواطني 40 دولة السفر إلى الولايات المتحدة بموجب برنامج الإعفاء من التأشيرة:
| - أندورا - أستراليا - النمسا - بلجيكا - بروناي - تشيلي - كرواتيا - التشيك - الدنمارك - إستونيا - فنلندا - فرنسا - ألمانيا - اليونان | - المجر - آيسلندا - جمهورية أيرلندا - إيطاليا - اليابان - كوريا الجنوبية - لاتفيا - ليختنشتاين - ليتوانيا - لوكسمبورغ - مالطا - موناكو - هولندا | - نيوزيلندا - النرويج - بولندا - البرتغال - سان مارينو - سنغافورة - سلوفاكيا - سلوفينيا - إسبانيا - السويد - سويسرا - تايوان - المملكة المتحدة |

1. ↑  Only Hungarian citizens born in Hungary.[11][12]
2. ↑  Only holders of passports with a بطاقة الهوية الوطنية.
3. ↑  Only قانون الجنسية البريطاني are eligible to participate in the VWP.[13]

يمكن للزوار بموجب برنامج الإعفاء من التأشيرة البقاء في الولايات المتحدة لمدة 90 يومًا، والتي تشمل أيضًا الوقت الذي يقضونه في كندا أو المكسيك أو برمودا أو الجزر في منطقة البحر الكاريبي إذا كان الوصول عبر الولايات المتحدة. تصريح ESTA مطلوب فقط في حالة الوصول عن طريق الجو أو السفينة السياحية. ليس مطلوبًا في حال الوصول برا أو على عبّارات محلية مثل التي توصل بين كولومبيا البريطانية (فانكوفر وفيكتوريا) وولاية واشنطن.
منذ عام 2016، أولئك الذين سافروا سابقًا إلى إيران أو العراق أو ليبيا أو كوريا الشمالية أو الصومال أو السودان أو سوريا أو اليمن يوم 1 مارس 2011 آو بعده، أو الذين يحملون جنسية مزدوجة من إيران أو العراق أو كوريا الشمالية أو السودان أو سوريا، غير مؤهلين للسفر بموجب برنامج الإعفاء من التأشيرة. ومع ذلك، فإن أولئك الذين سافروا إلى بلدان مثل الدبلوماسيين والعسكريين والصحفيين والعاملين في المجال الإنساني أو رجال الأعمال الشرعيين قد يعفيهم وزير الأمن الداخلي من عدم الأهلية هذا. على أي حال، لا يزال بإمكان غير المؤهلين لبرنامج الإعفاء من التأشيرة التقدم بطلب للحصول على تأشيرة عادية من سفارة أو قنصلية أمريكية.

## التقدم بالطلب

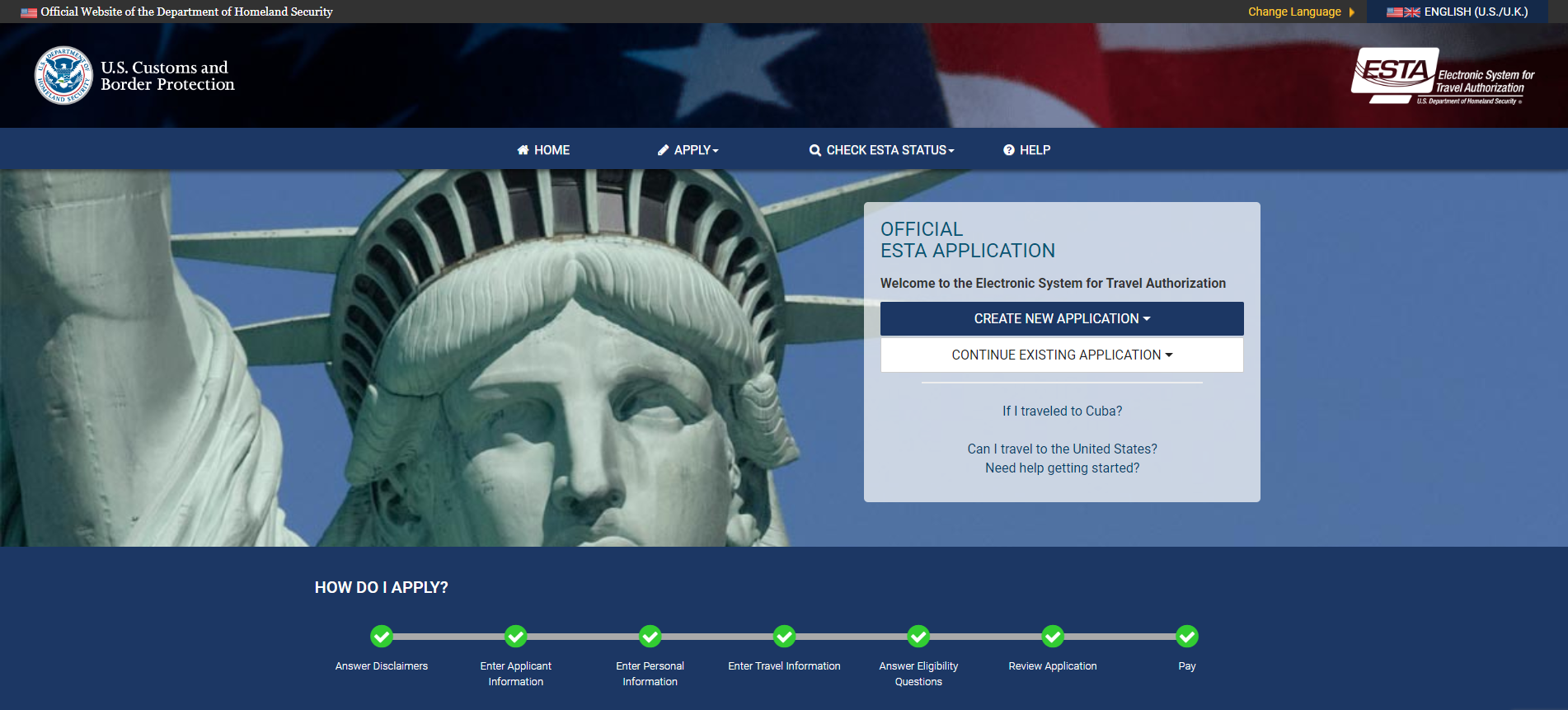
الموقع الرسمي للتقدم بطلب تصريح النظام الإلكتروني لتصاريح السفر

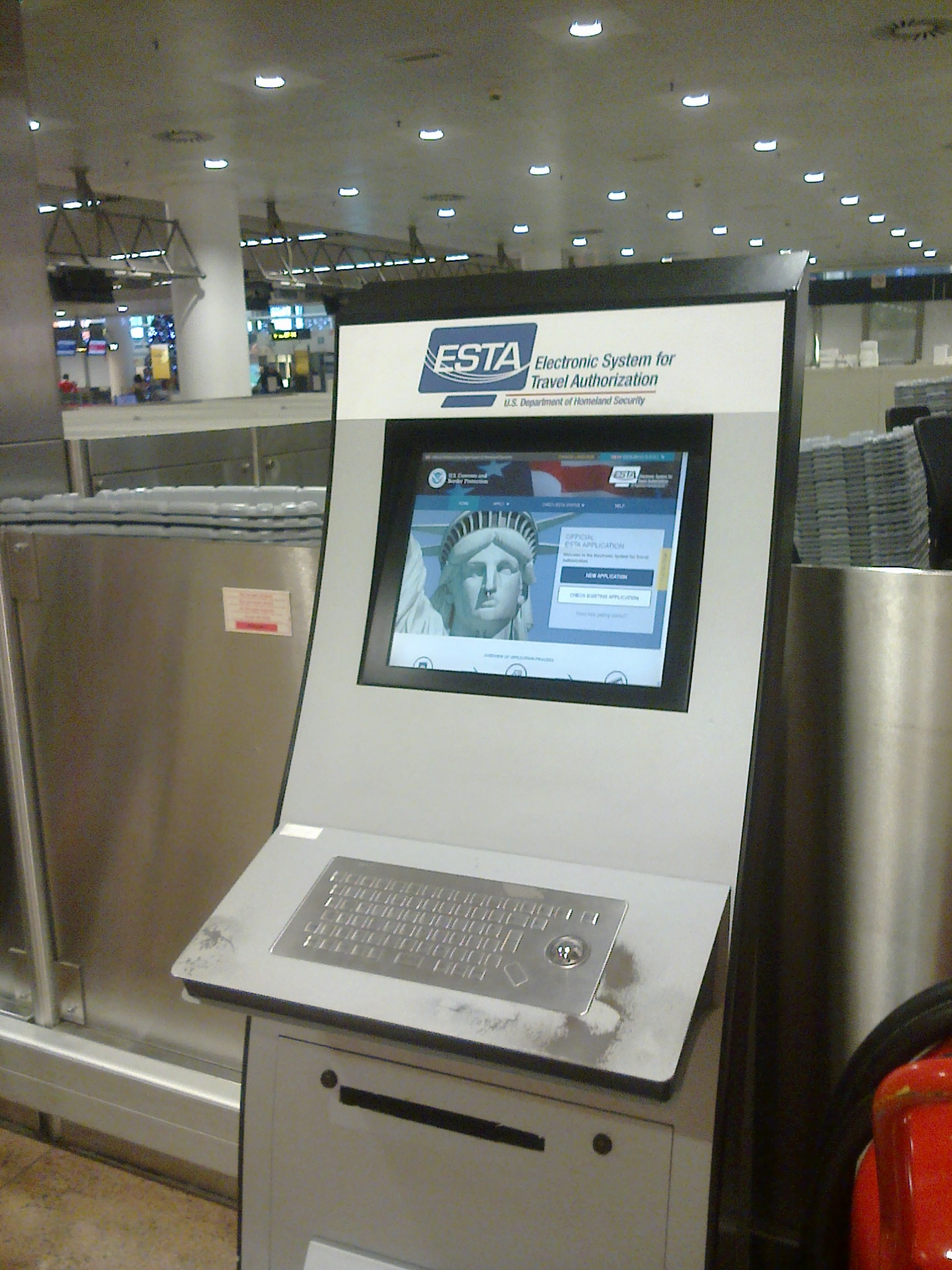
حاسب آلي للتقدم بطلب الحصول على تصريح ESTA في مطار بروكسل

في ديسمبر 2018، أعلن مكتب الجمارك وحماية الحدود أن الموافقات الفورية على النظام الإلكتروني لتصاريح السفر (ESTA) لن تكون متاحة بعد الآن وأكدت أنه «شجع بشدة» المسافرين على تقديم طلب على التصريح عبر الإنترنت قبل السفر إلى الولايات المتحدة بثلاثة أيام على الأقل (72 ساعة). ومع ذلك، لا يزال الموقع الإلكتروني لمكتب الجمارك وحماية الحدود يقول إن «في معظم الحالات سيكون هنالك رد في غضون ثوانٍ من تقديم الطلب.»
يمكن أن يكون كل تصريح سفر بموجب النظام الإلكتروني لتصاريح السفر ساريًا لمدة تصل إلى عامين لرحلات متعددة خلال تلك الفترة. ومع ذلك، يجب على المسافرين الحصول على تصريح ESTA جديد إن صدر جواز سفر جديد لهم، أو إن تغيّر اسمهم أو نوعهم الاجتماعي أو دولة جنسيتهم، أو إن تغيرت أي إجابة على أسئلة الأهلية الواردة في طلب التقديم على ESTA الخاص بهم.
كل دخول بموجب برنامج الإعفاء من التأشيرة صالح فقط لمدة 90 يومًا كحد أقصى في الولايات المتحدة والدول المحيطة بها. لا يمكن تمديد فترة السماح بالدخول في إطار البرنامج. إن كانت هنالك نية لإقامة أطول، فيجب الحصول على تأشيرة.
لا يضمن تصريح ESTA الدخول إلى الولايات المتحدة. يتخذ مسؤولو الجمارك وحماية الحدود القرار النهائي بشأن المقبولية (الدخول) إلى الولايات المتحدة ويمكنهم إلغاء أو رفض تصريح النظام الإلكتروني لتصاريح السفر في أي وقت أثناء السفر، على سبيل المثال للاشتباه في تقديم معلومات خاطئة في الطلب.

### معلومات إلزامية
يجب على مقدم الطلب تقديم المعلومات التالية:
- الاسم الكامل والنوع الاجتماعي
- أسماء أو أسماء مستعارة أخرى، إن وجدت
- تاريخ ومدينة الميلاد (حسب جواز السفر)
- بلد الجنسية وجواز السفر
- الجنسية الأخرى بما في ذلك الجنسية التاريخية إن وجدت
- رقم جواز السفر وتاريخ انتهاء الصلاحية
- العنوان
- أسماء الوالدين إذا كانت معروفة
- اسم صاحب العمل وعنوانه إن وجد
- جهة الاتصال في حالات الطوارئ واسما ورقم هاتفها وعنوانها
- معلومات نقطة الاتصال بالولايات المتحدة (شخص أو شركة أو فندق ينوي المرء الإقامة فيه)
- ما إذا كان مقدم الطلب عضوًا في برنامج Global Entry
- يجب على المتقدمين أيضًا تحديد ما إذا كان أي مما يلي ينطبق عليهم عن طريق الإجابة بنعم أو لا. ستُرفَض الطلبات إذا كان مقدم الطلب:
  - يعاني من اضطراب جسدي أو عقلي يشكل تهديدًا للآخرين، أو متعاطيًا للمخدرات، أو مصابًا بأحد الأمراض المعدية مثل الكوليرا أو الدفتيريا أو السل أو الطاعون أو الحمى الصفراء أو الإيبولا أو أمراض الجهاز التنفسي الحادة الوخيمة[2]
  - سبق أن قُبِض عليه أو أُدِين بجريمة أدت إلى إلحاق ضرر جسيم بالممتلكات، أو إلحاق ضرر جسيم بشخص آخر أو سلطة حكومية
  - انتهك في أي وقت مضى أي قانون يتعلق بحيازة أو استخدام أو توزيع عقاقير غير مشروعة
  - خطط للانخراط أو المشاركة في أي أنشطة إرهابية أو التجسس أو التخريب أو الإبادة جماعية
  - ارتكب عملية احتيال أو قدَّم معلومات كاذبة عن نفسه أو غيره للحصول على تأشيرة أو الدخول إلى الولايات المتحدة أو مساعدة الآخرين في الحصول عليه
  - ينوي البحث عن عمل في الولايات المتحدة أو كان يعمل سابقًا في الولايات المتحدة من دون إذن مسبق من حكومة الولايات المتحدة
  - حُرِم من تأشيرة دخول إلى الولايات المتحدة، أو مُنِع من الدخول إلى الولايات المتحدة في أحد موانئ الدخول الأمريكية
  - سبق أن أقام في الولايات المتحدة لفترة أطول من فترة القبول
  - سافر إلى إيران أو العراق أو ليبيا أو كوريا الشمالية أو الصومال أو السودان أو سوريا أو اليمن في 1 مارس 2011 أو بعده

### مواقع الطرف الثالث
تعرض بعض المواقع الإلكترونية إكمال التقديم على النظام الإلكتروني لتصاريح السفر مقابل رسوم غالبًا ما تزيد عدة مرات عن الرسوم المطلوبة التي تفرضها حكومة الولايات المتحدة. الوصول إليه والتقديم من خلال الموقع الرسمي للحكومة الأمريكية متاحان لأي مسافرين مؤهلين بموجب برنامج VWP. أصبح منع «عمليات الاحتيال المتعلقة برسوم ESTA» أكثر صعوبة عندما فُرِضَت رسوم الحكومة الأمريكية الإلزامية حيث ركزت جهود التعليم العام السابقة على إيصال رسالة مفادها أن نماذج ESTA كانت مجانية وأن أي شخص يطلب الدفع كان طرفًا ثالثًا غير مصرح به. تحاول المواقع الإلكترونية التابعة للأطراف الثالثة أن تجعل نفسها تبدو شرعية من خلال استخدام عناوين الويب الرسمية ونشر الشعارات التي تشبه شعار حكومة الولايات المتحدة. قد تحتوي أو لا تحتوي على إخلاء صغير في أسفل الصفحة ينص على أنها غير مرتبطة بحكومة الولايات المتحدة.
حتى إذا تم استخدام أحد مواقع الطرف الثالث، فلا يزال يتعين على الركاب أنفسهم إكمال النموذج نفسه. أثيرت مخاوف من إمكانية استخدام مواقع الجهات الخارجية لسرقة الهوية أو الاحتيال على بطاقات الائتمان أو توزيع البرامج الضارة.

## أنظر أيضا
- سياسة التأشيرات للولايات المتحدة
- نظام معلومات وتصاريح السفر الأوروبي

## روابط خارجية
- الموقع الرسمي